# 外交部街
39°54′46″N 116°25′19″E / 39.9128094°N 116.421875°E

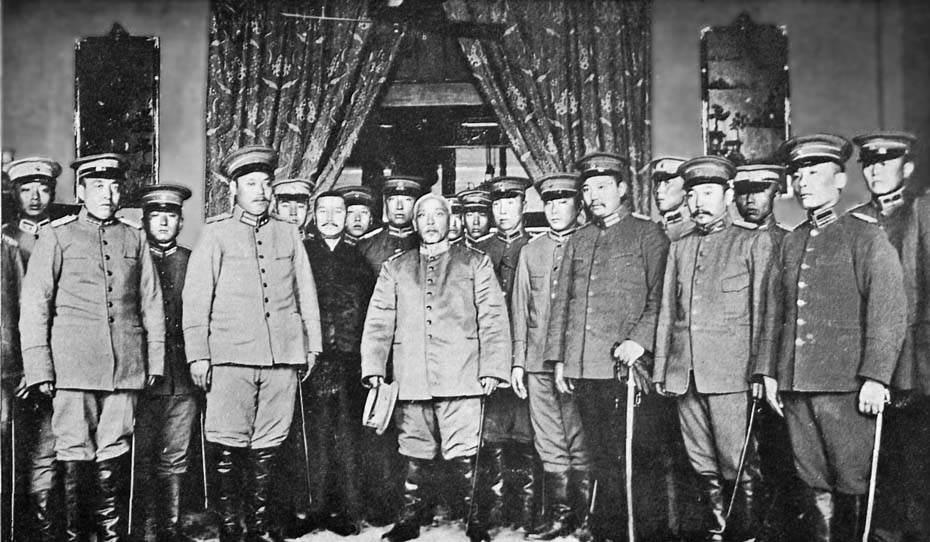
1912年3月10日，袁世凯在石大人胡同前清外务部旧址就任中华民国临时大总统

外交部街是位于北京市东城区北京协和医院对面的一条胡同，北面是东堂子胡同，南面是西总部胡同。外交部街东起朝阳门南小街，西至东单北大街，全长721米。外交部街的历史最早可以追溯到元朝，明朝时因为武清侯石亨在这里建宅邸，因而被命名为石大人胡同。中华民国初年，袁世凯政府在胡同中设立外交部，从此石大人胡同改名外交部街，这一名称沿用至今。
外交部街历史悠久，有着丰富的历史文物遗存，也是目前北京市内保存相对完整的胡同之一。分布于外交部街的一些重要建筑有：中华人民共和国外交部旧址、睿亲王府、藏经馆、协和医院别墅、通圣堂等。
- 中华人民共和国外交部旧址位于外交部街33号，最早是明朝明英宗时期的权臣石亨的宅邸。土木堡之变后，石亨发动夺门之变，将明英宗重新扶上皇位，石亨也因为复辟有功获封忠国公，并赐邸于今天的外交部街。石亨侍功自傲，在1457年建成了宏大的府邸，石府几乎占据胡同北侧的四分之一，而胡同的名字也因为石宅的存在而变成了“石大人胡同”。宅邸建成后不足三年，石亨便以图谋不轨的罪名下狱，宅邸充公。

嘉靖年间，该处宅邸又被赐予咸宁候仇鸾，仇鸾在石亨宅中兴建了一所风景秀丽的园林。期间蒙古俺答部入侵中原，仇鸾作为御敌主帅屡战屡败，却凭借谎报军功骗取功名，不久事情败露，仇鸾被革职查办，宅邸再次充公。
明天启二年，工部在石大人胡同建立宝源局，宝源局专司铸造铜钱，相当于今天的造币厂。工部宝源局便设立在原来的石亨宅。从此之后，历经明清两朝，直到1905年宝源局的炉火才熄灭。
清宣统末年，为了迎接访华的德国皇太子，清外务部在宝源局的旧址上兴建了迎宾馆。迎宾馆专门用作迎接国宾，相当于现在的国宾馆，是当时北京城内最豪华的西洋建筑。辛亥革命爆发后，清廷开始宪政改革，袁世凯被任命为清政府内阁总理，从河南老家进京后的袁世凯将内阁政府设在石大人胡同迎宾馆内，此后不久袁世凯便将家眷接来北京，和他本人一起入住迎宾馆。1912年3月10日袁世凯在北京宣誓就任中华民国临时大总统，石大人胡同迎宾馆也就成为了临时大总统府。1912年8月24日孙中山抵达北京会晤袁世凯，为了表示尊敬，袁世凯迁往铁狮子胡同陆军部居住，将石大人胡同迎宾馆作为孙中山的临时行辕。1912年9月18日孙中山离京，袁世凯下令将东堂子胡同的北洋政府外交部迁往石大人胡同迎宾馆，从此石大人胡同改名外交部街。
1928年北伐军攻占北京后，北洋政府外交部与国民政府外交部合并迁往南京，位于外交部街的北洋外交部被改为旧外交部档案保管处。1940年受到侵华日军控制的华北政务委员会在外交部街旧外交部旧址成立，并开始行使其作为抗日战争时期华北地区政府的职能，直到1945年日本宣布投降。
1949年后，中华人民共和国外交部设立在北洋政府外交部的旧址上。第一任外交部长周恩来和第二任外交部长陈毅都曾经在这里办公。1960年代初期外交部大楼迁往朝阳门内大街北侧，外交部街的原址改为仓库。自1974年起，院内的假山和老楼被逐渐拆除，大院逐渐变成外交部职工宿舍和世界知识出版社等，院内建筑被逐一拆建，至今仅有曾经是迎宾馆正门的一座灰色的西洋式门楼还是当年的建筑。
- 睿亲王府是清初摄政王多尔衮后裔的府邸，多尔衮曾经是清初八大铁帽子王之一在顺治八年因为谋逆削去爵位，差没宅邸，乾隆年间，多尔衮案平反，其后人承袭睿亲王爵位，赐邸于石大人胡同。睿亲王府规模宏大，曾经有多达500间房屋，但现在房屋尽毁仅余围墙一段、石狮子两尊。

- 协和医院别墅是1913年由美国洛克菲勒基金会出资兴建的，用作协和医学院外籍教师的寓所，其中建筑均为精致的西式别墅、小楼。这些西式建筑至今保存完好，2003年协和医院别墅成为北京市文物保护单位。